# Pseudobaebius
Pseudobaebius is een geslacht van wantsen uit de familie van de Reduviidae (Roofwantsen). Het geslacht werd voor het eerst wetenschappelijk beschreven door André Villiers in 1948.

## Soorten
Het genus bevat de volgende soorten:

- Pseudobaebius garambensis Villiers, 1964
- Pseudobaebius occidentalis Villiers, 1948